# Calviac-en-Périgord
Calviac-en-Périgord (okzitanisch: Calviac de Perigòrd) ist ein Ort und eine aus mehreren Weilern (hameaux) und Einzelgehöften bestehende südwestfranzösische Gemeinde (commune) mit 541 Einwohnern (Stand 1. Januar 2022) in der alten Kulturlandschaft des Périgord im Département Dordogne in der Region Nouvelle-Aquitaine.

## Lage
Calviac liegt auf dem Nordufer der Dordogne in einer Höhe von ca. 85 m ü. d. M. etwa 14 km (Fahrtstrecke) südöstlich von Sarlat-la-Canéda. Das Klima ist gemäßigt und wird gleichermaßen vom Atlantik wie von den Bergen des Zentralmassivs beeinflusst; Regen fällt verteilt übers ganze Jahr.

## Bevölkerungsentwicklung
| Jahr      | 1800 | 1851 | 1901 | 1954 | 1999 | 2018 |
| Einwohner | 595  | 741  | 661  | 446  | 468  | 512  |

In der zweiten Hälfte des 19. Jahrhunderts stieg die Einwohnerzahl des Ortes kurzzeitig bis auf annähernd 1000 an. Die Reblauskrise im Weinbau und der Verlust von Arbeitsplätzen durch die Mechanisierung der Landwirtschaft haben seitdem zu einem kontinuierlichen Bevölkerungsrückgang geführt, der erst in den letzten Jahrzehnten zum Stillstand gekommen ist.

## Wirtschaft
Bis in die heutige Zeit spielt die Landwirtschaft, die früher hauptsächlich zur Selbstversorgung betrieben wurde, die größte Rolle im Wirtschaftsleben der Gemeinde: Der ehemals auch hier betriebene Weinbau ist jedoch nach der Reblauskrise gänzlich aufgegeben worden; Tabak und Mais sind ebenfalls auf dem Rückzug – stattdessen dominieren Felder und Weiden, aber auch Walnuss-, Esskastanien- und Obstbäume die Region. Trüffel und Gänseleberpastete zählen ebenfalls zu den regionalen Spezialitäten. Einige leerstehende Häuser werden als Ferienwohnungen (gîtes) vermietet.

## Geschichte
Im frühen Mittelalter befand sich unweit des heutigen Ortes das Benediktinerkloster Calabre, das jedoch im 8. und 9. Jahrhundert von den Mauren und den Normannen zerstört wurde; im Jahr 1153 wird es noch als Besitz der Abtei von Sarlat erwähnt. Die Kirche des heutigen Ortes war wohl ursprünglich eine Prioratskirche, denn im Jahr 1344 wurde ein ‚Prior‘ von Calviac zum Bischof von Sarlat gewählt. Der Hundertjährige Krieg (1337–1453) richtete in der gesamten Region große Verwüstungen an; der Historiker Jean-M. Maubourguet schrieb im Jahr 1926: In Calviac lebte keine Seele mehr… Das Land blieb den wilden Tieren überlassen….
Am 8. Juni 1944 setzte das SS-Panzergrenadier-Regiment 4 „Der Führer“ auf seinem Weg vom Süden Frankreichs in die Normandie, wo die Invasion der Alliierten (Operation Overlord) gerade begonnen hatte, den nahegelegenen Weiler Rouffillac in Brand und tötete acht Personen; zwei Tage später erreichte der Trupp Oradour-sur-Glane.

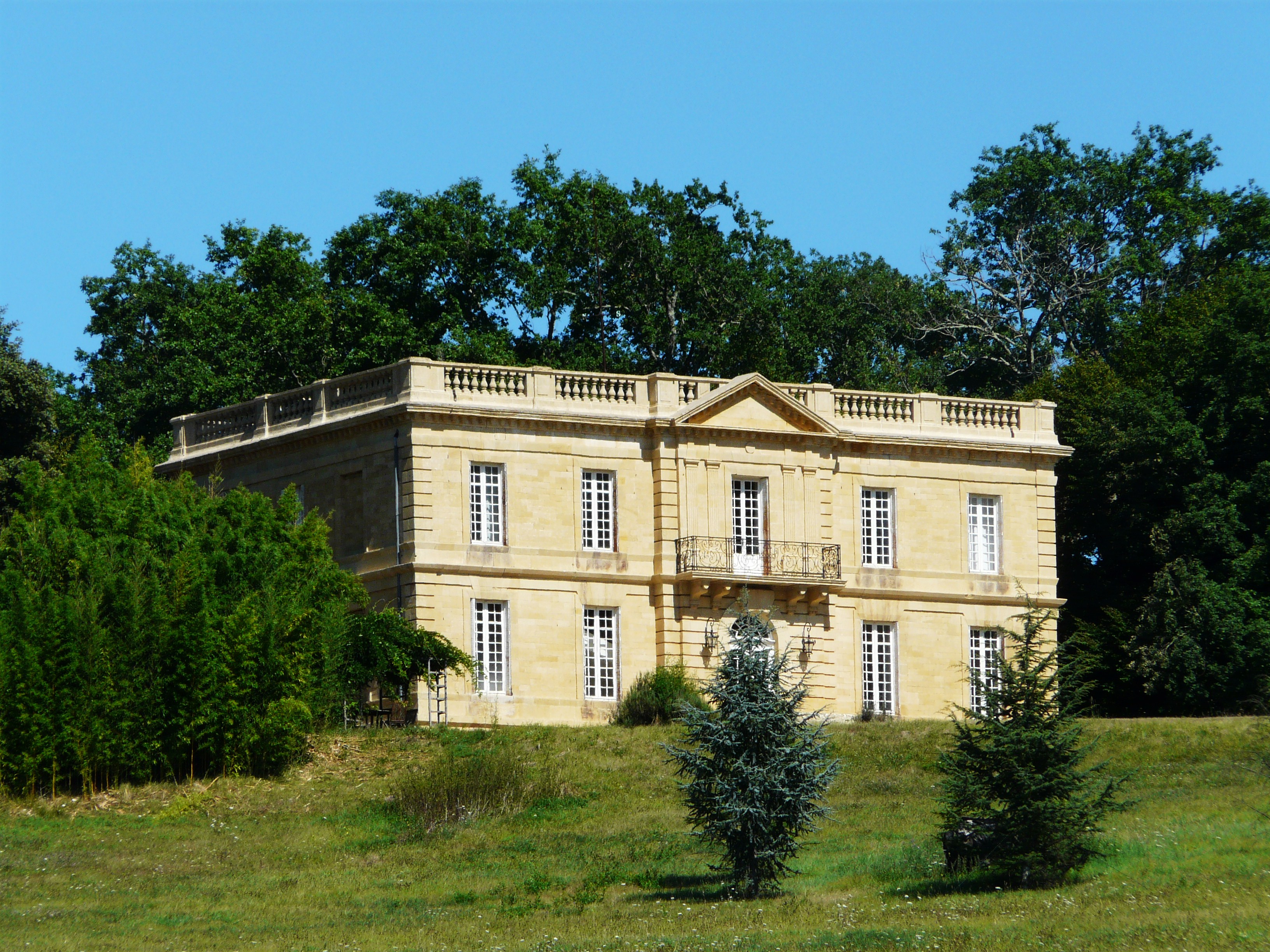
Château du Gard

## Sehenswürdigkeiten
- Die zusammengestückelt wirkende Kirche Saint-Pierre-ès-Liens ist ein ursprünglich einschiffiger romanischer Bau des 12. Jahrhunderts, der jedoch nach Ende des Hundertjährigen Krieges (1337–1453) umgestaltet wurde und ein zweites Schiff mitsamt einem Glockenturm mit seitlichem runden Treppenturm erhielt. Ein – wahrscheinlich geplanter – weiterer Ausbau der Kirche unterblieb jedoch. Während der romanische Teil tonnengewölbt ist, zeigt das spätgotische nördliche Seitenschiff Rippengewölbe. Das ansonsten eher schmucklose Kirchengebäude wurde im Jahr 1970 als Monument historique[3] anerkannt.
- Das etwas abseits des Ortes gelegene Waschhaus (lavoir) wurde im 19. Jahrhundert gebaut.

Umgebung
- Auf dem Flurstück Fontcabrol steht das in Privatbesitz befindliche Château du Gard, ein zweigeschossiger neobarocker Bau des 19. Jahrhunderts mit leicht vorspringendem Mittelrisalit mit Balkon und umlaufender Dachbalustrade.

## Persönlichkeiten
- Gemäß der Überlieferung wurde um das Jahr 680 der hl. Sacerdos von Limoges in Calviac geboren. Auch seine ebenfalls als heilig verehrte Mutter Mundana lebte hier.